# Vlădeni (okręg Jałomica)
Vlădeni – wieś w Rumunii, w okręgu Jałomica, w gminie Vlădeni. W 2011 roku liczyła 2156 mieszkańców.